# 臺北市立圖書館
臺北市立圖書館（英語：Taipei Public Library，又名：Taipei Municipal Library），簡稱北市圖，位於臺北市，為臺北市政府成立的公共圖書館，主管單位為臺北市政府教育局終身教育科。其總館位於大安區建國南路二段125號，鄰近大安森林公園，現任館長為洪世昌。

## 現況
北市圖館舍（含總館、分館、民眾閱覽室、借還書工作站、智慧圖書館、FastBook全自動借書站、代辦民眾閱覽室等）76處，是臺北市使用率最高的社教機構；借閱證總數為2,925,323張，為全國圖書館之冠。截止至2025年5月31日，市立圖書館藏書冊數共8,797,319冊/件，而2025年5月份總外借圖書冊數共1,100,796冊/件。

## 組織
- 館長（1人，簡任第十職等至第十一職等）
  - 副館長（1人，薦任第九職等）
  - 秘書（1人，薦任第八職等）
  - 課長（4人，薦任第七職等至第八職等）
  - 主任（1(2)人，薦任第七職等至第八職等）
  - 分館主任（一）（17人，薦任第七職等至第八職等）
  - 分館主任（二）（21人，薦任第七職等）
  - 研究員（1人，薦任第七職等至第八職等）
  - 技正（2人，薦任第七職等至第八職等）
  - 輔導員（1人，薦任第七職等）
  - 分析師（1人，薦任第七職等）
  - 設計師（1人，委任第五職等或薦任第六職等至第七職等）
  - 管理師（1人，委任第五職等或薦任第六職等至第七職等）
  - 技士（4人，委任第五職等或薦任第六職等至第七職等）
  - 課員（59人，委任第五職等或薦任第六職等至第七職等）
    - 技佐（2人，委任第四職等至第五職等）（內1人得列薦任第六職等）
    - 助理員（8人，委任第四職等至第五職等）（內4人得列薦任第六職等）
    - 助理設計師（1人，委任第三職等至第五職等）
    - 辦事員（76人，委任第三職等至第五職等）
    - 書記（114人，委任第一職等至第三職等）

- 採編課：辦理圖書資料之徵集、選購、登記、分類、編目及交換等事項。。
- 閱覽典藏課：辦理圖書資料、金石、輿圖、文獻之典藏、陳列、供閱、出借與催還等事項。
- 諮詢服務課：辦理參考資料之徵集、諮詢服務、館際合作、終身學習及留學資訊服務等事項。
- 推廣課：調查統計、研究實驗、視察輔導、推廣活動、展覽演講、文宣刊物、導覽參觀及圖書館專業人員訓練等事項。
- 視聽室：辦理視聽資料之蒐集與製作、視聽節目之安排與放映、視聽器材之管理與維護等事項。
- 資訊室：辦理各種資料分析、資訊服務規劃、程式設計、計算機應用之研究及機器操作與維護等事項。
- 秘書室：辦理文書、印信、財產、出納、庶務、研考、營繕、機電設備之管理維護等事項。
- 會計室：依法辦理歲計、會計及統計事項。
- 人事室：依法辦理人事管理事項。
- 政風室：依法辦理政風事項(含總館館舍維安處理、門禁車輛管制及協助駐分館勤務等事項)。
- 各分館閱覽室：提供各項讀者服務與社區推廣活動。

## 歷史

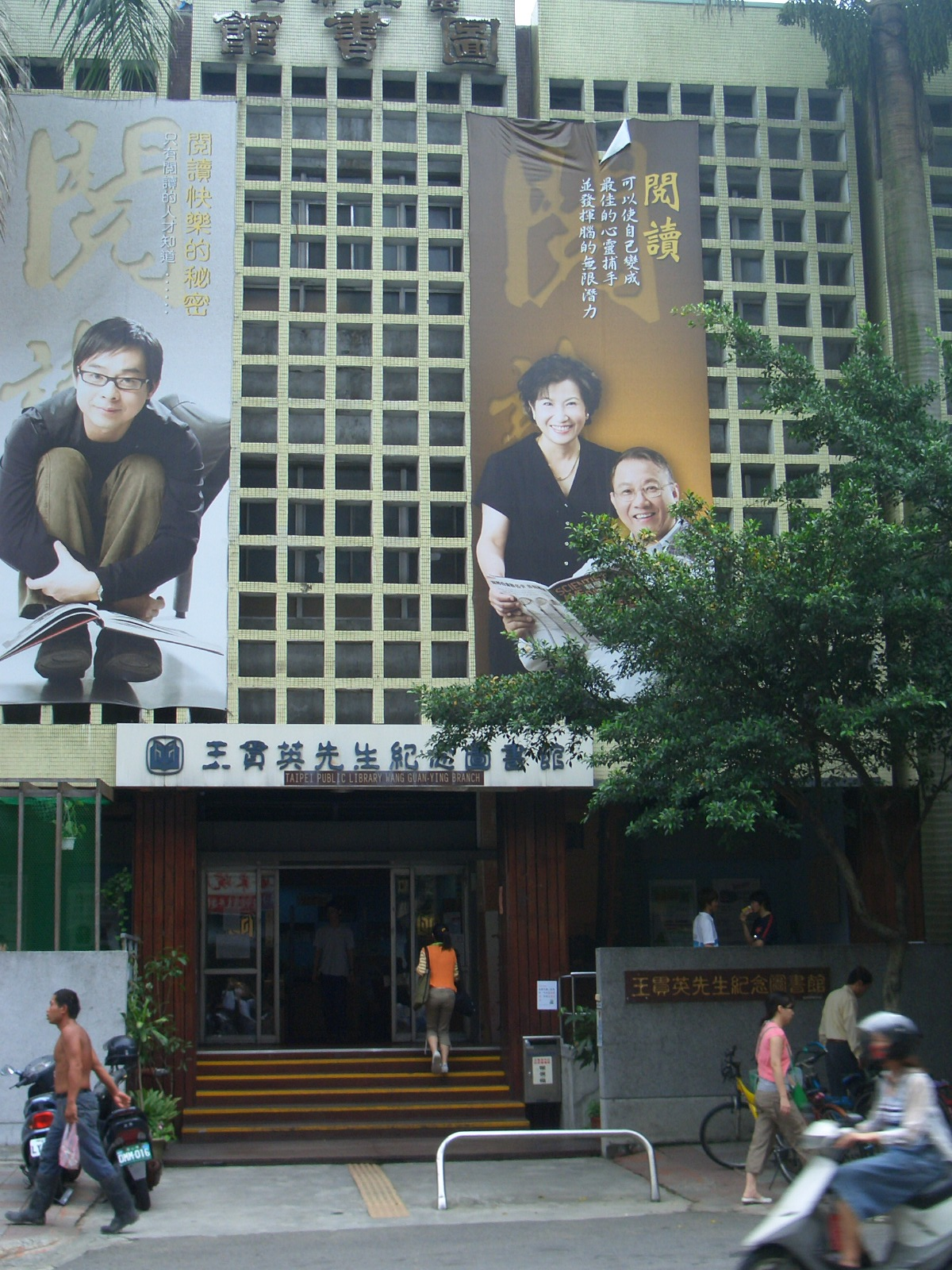
王貫英先生紀念圖書館，為前北市圖總館（1957—1990年）

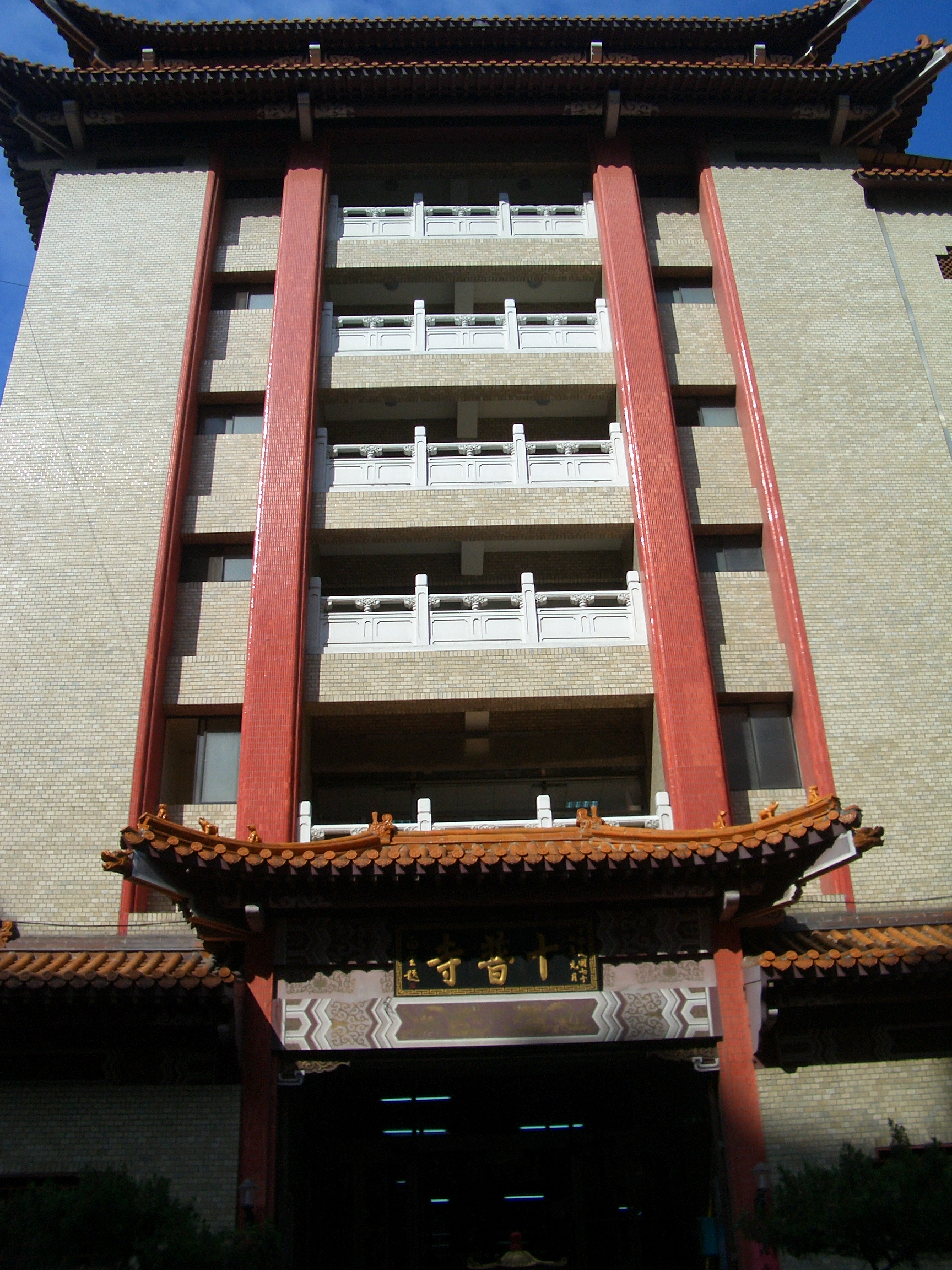
十普寺，原古亭圖書館的創辦初址

- 1930年(日昭和5年)松山圖書館成立，捐資人為時任台北州七星郡松山庄知事陳復禮。
- 1936年(日昭和11年)城北圖書館成立，創辦時館舍位於「臺北市北區生活改善會」(後來的延平區公所)，由地方熱心人士成立。
- 1946年(民國35年)古亭圖書館成立，創辦時館舍位於了覺寺，即今日的十普寺。
- 1947年(民國35年)城西圖書館成立，創辦時館舍位於廣州街龍山寺公園(今艋舺公園、龍山寺地下街、捷運龍山寺站1號出口、臺北市公共自行車租賃系統捷運龍山寺站1號出口站)。
- 1952年(民國41年)，今日北市圖前身的松山、城北、古亭與城西四個圖書館依當時的《台灣省各縣市立圖書館組織規程》合併為「台北市立圖書館」，總館設於原「松山圖書館」。
- 1954年(民國43年)7月總館改設於原「城北圖書館」。
- 1957年(民國46年)2月總館改設於改建完工的汀州路「古亭圖書館」。
- 1971年(民國60年)因汀州路「古亭圖書館」地層下陷，總館暫遷至信義路四段29號之租賃建物。
- 1978年(民國67年)總館復遷改建完工的汀州路「古亭圖書館」。
- 在經歷1967年(民國56年)台北市升格直轄市以及1978年(民國67年)的文化建設方案後，大幅地推動了台北市立圖書館的館務。
- 1990年(民國79年)，位於建國南路二段的總館落成，使得臺北市立圖書館的發展進入新的里程碑。

### 未來規劃
總館自原古亭圖書館館舍(今王貫英先生紀念圖書館)搬遷至建國南路館舍啟用迄今，已經經歷約27年之久。隨著書籍逐漸地購入，現有的館舍也出現不夠使用的情況。在高雄市立圖書館與新北市立圖書館陸續更新總館館舍後，對於總館是否遷移提出評估，台北市政府教育局評估的總館遷移規劃方案有三，一是搬遷至中正區忠孝東路一段內政部警政署用地，二是搬遷到大安區信義路美國在臺協會用地，三是搬遷到內湖區金湖路64巷臺北市立金湖國民中學預定地。
經過協調溝通，北市圖已確定為將於大安區信義路美國在臺協會現址興建新總館，將規劃包含公共閱覽空間、音樂及多媒體圖書館、藝文展覽空間、多功能表演空間、音樂表演廳及商業空間等，俟107年6月美國在臺協會搬遷後將會進行原址興建。初步預估經費為新臺幣60億元，該案已於2017年5月向臺北市市長柯文哲進行了專案報告，目前已進入規劃設計階段。AIT現址將建音樂圖書中心。

## 館舍現狀
北市圖有總館1所、43所運作中分館（大安、松山、永建、士林分館現閉館重建中，其中士林設有替代館於天文館內）及12所民眾閱覽室、6所智慧圖書館及9座FastBook全自動借書站。

### 分館

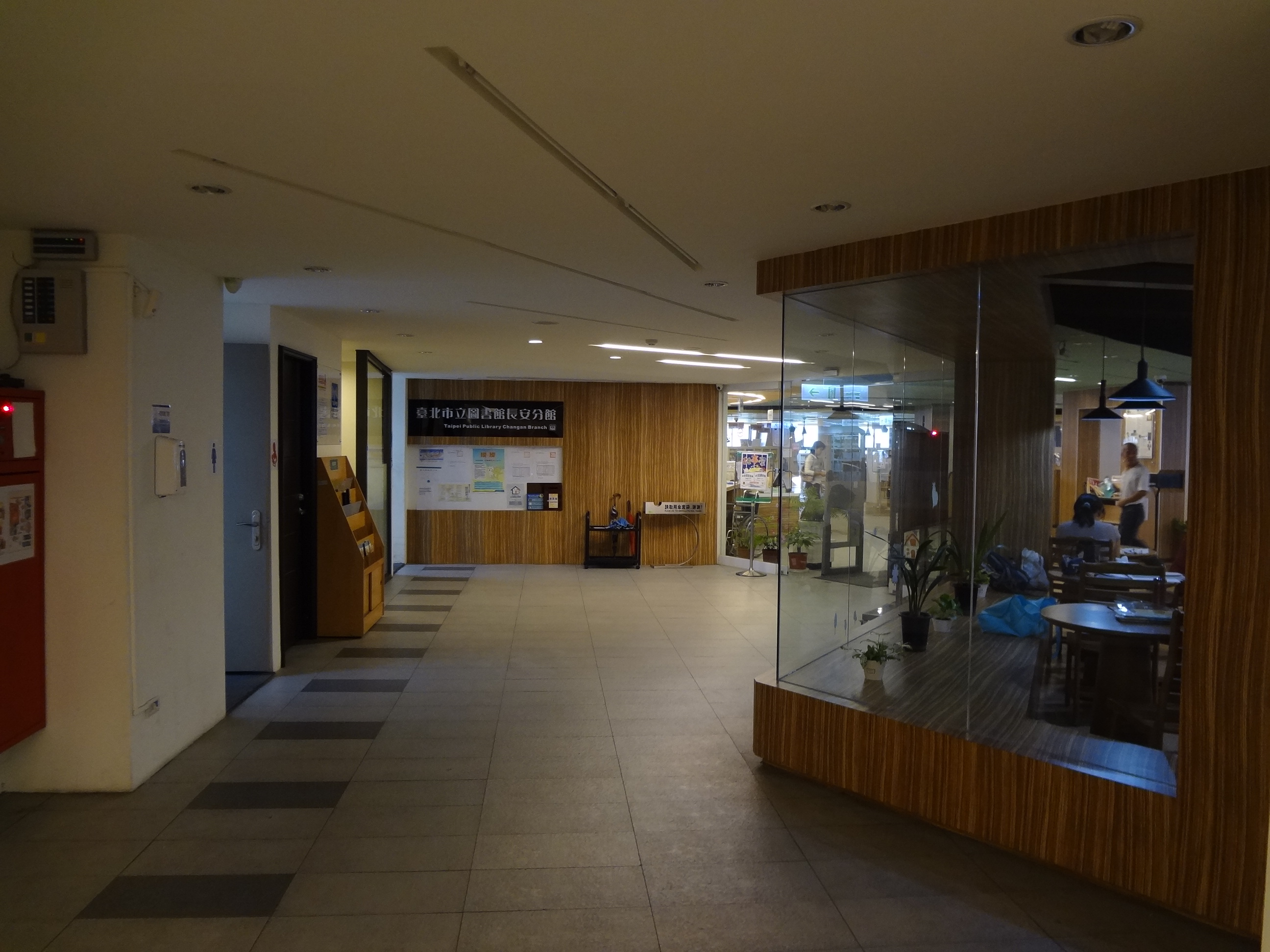
長安分館

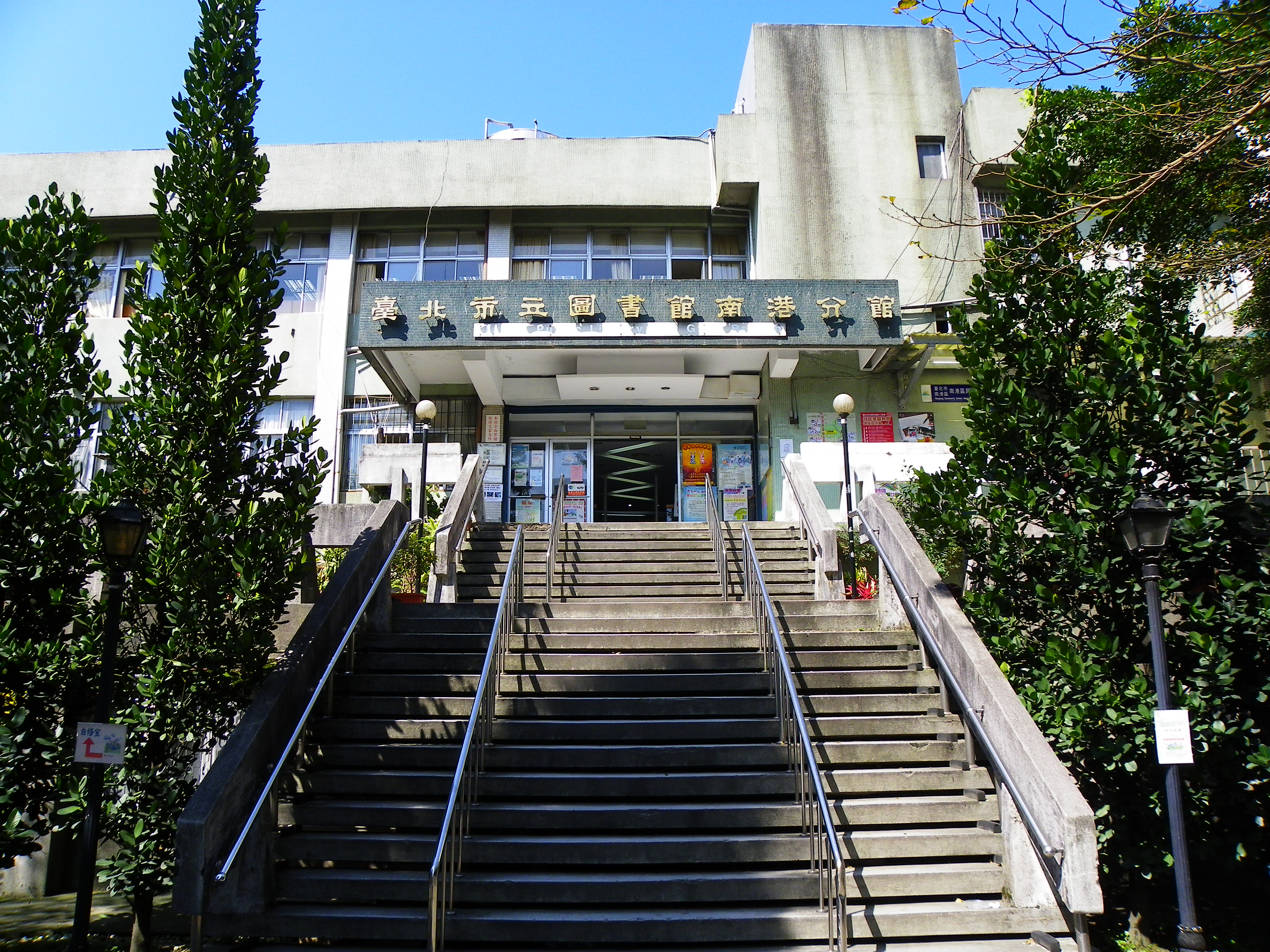
南港分館舊址

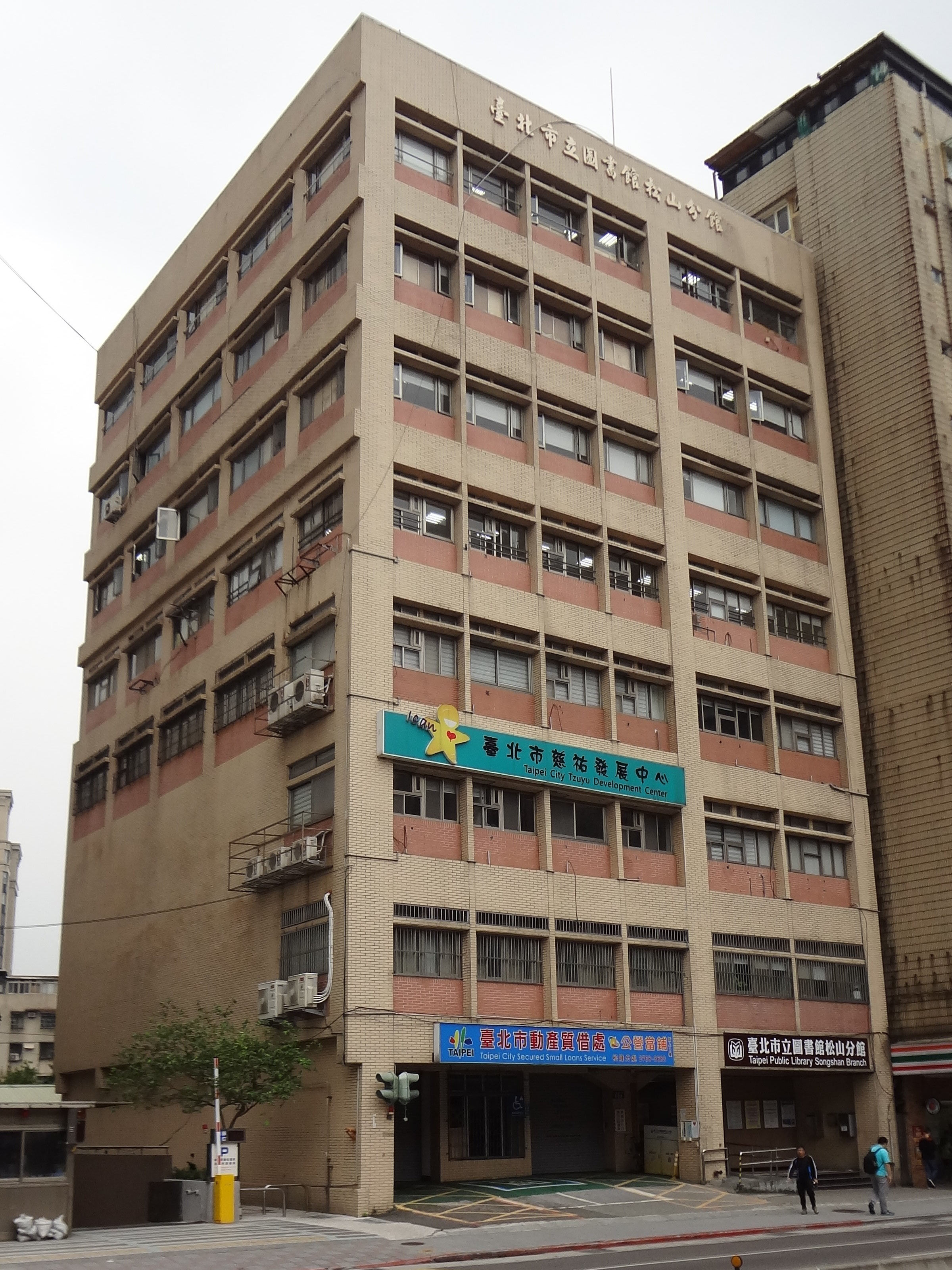
松山分館

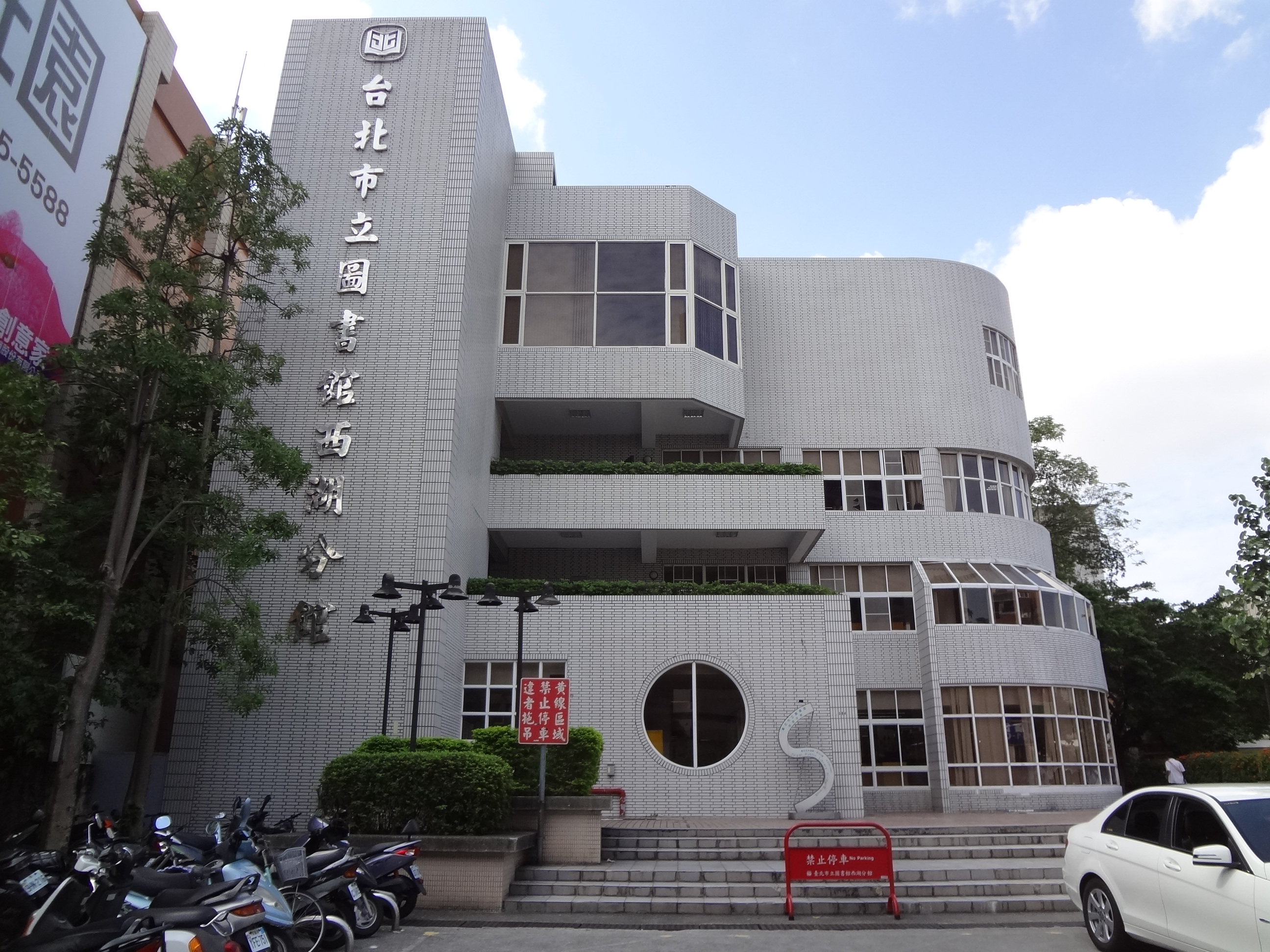
西湖分館

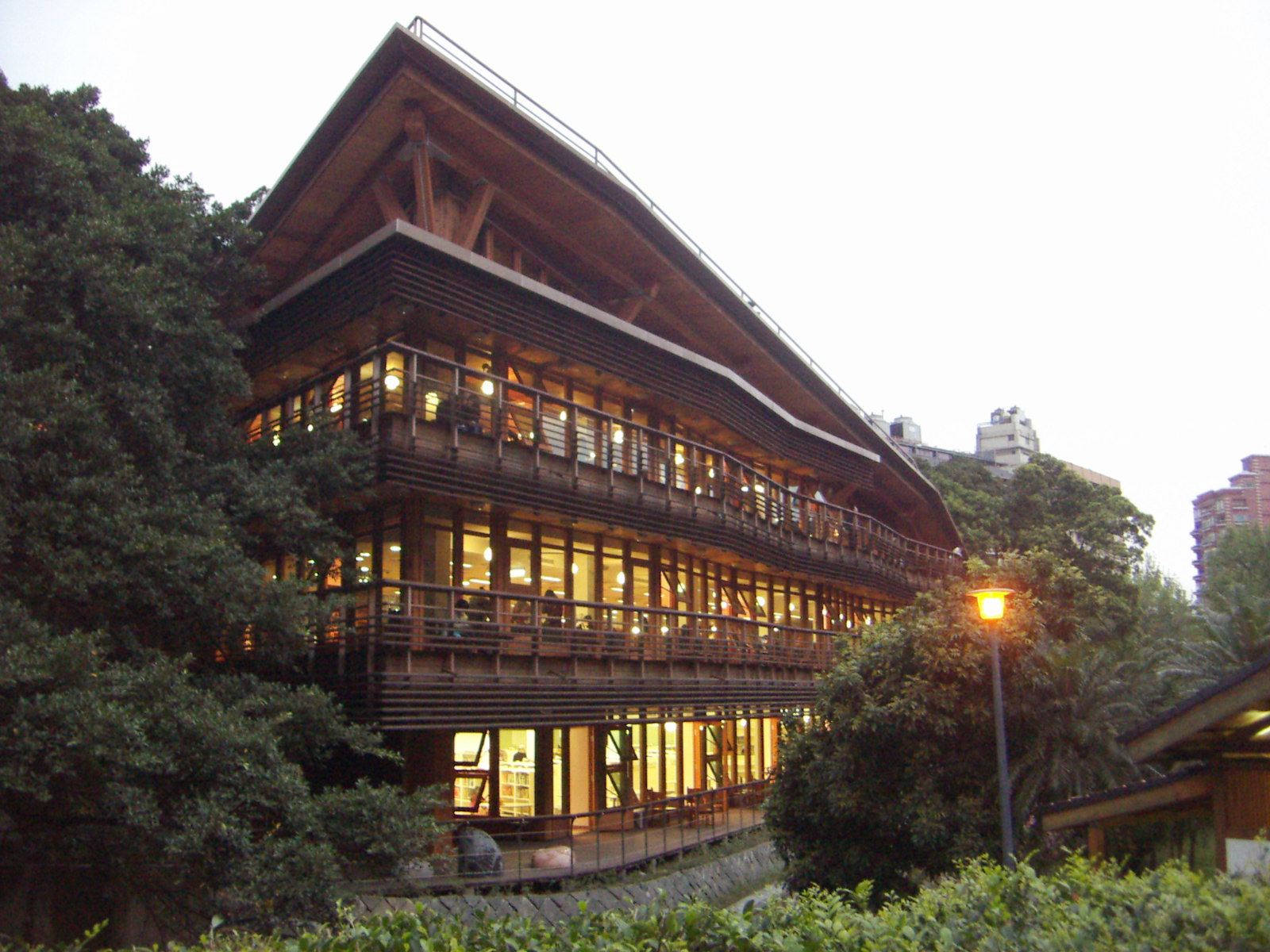
2006年年底啟用的北投分館，位於台北捷運新北投站附近、北投公園旁。採用大量的木材作為主要建築材料，獲選為2007年台灣建築獎首獎

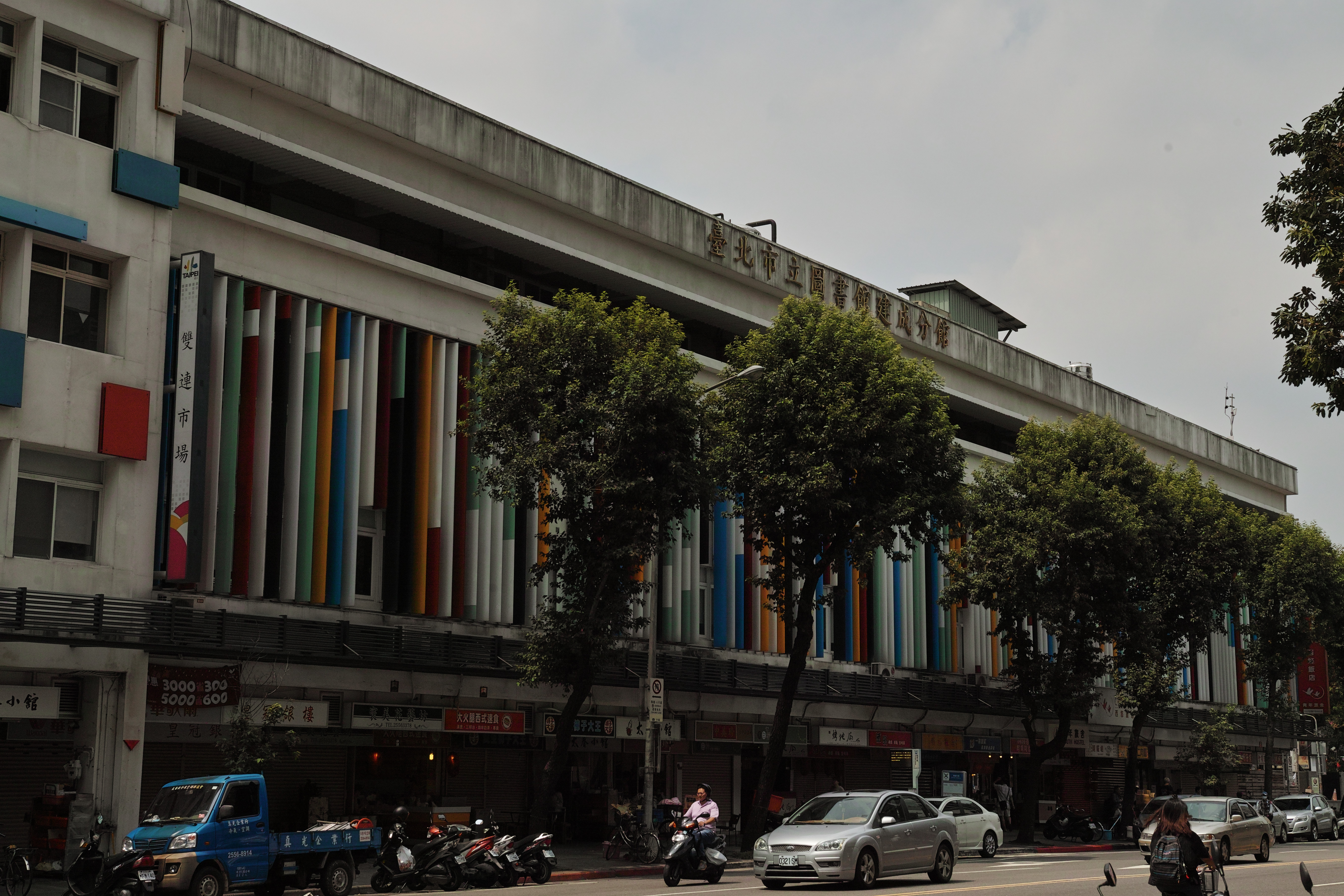
建成分館

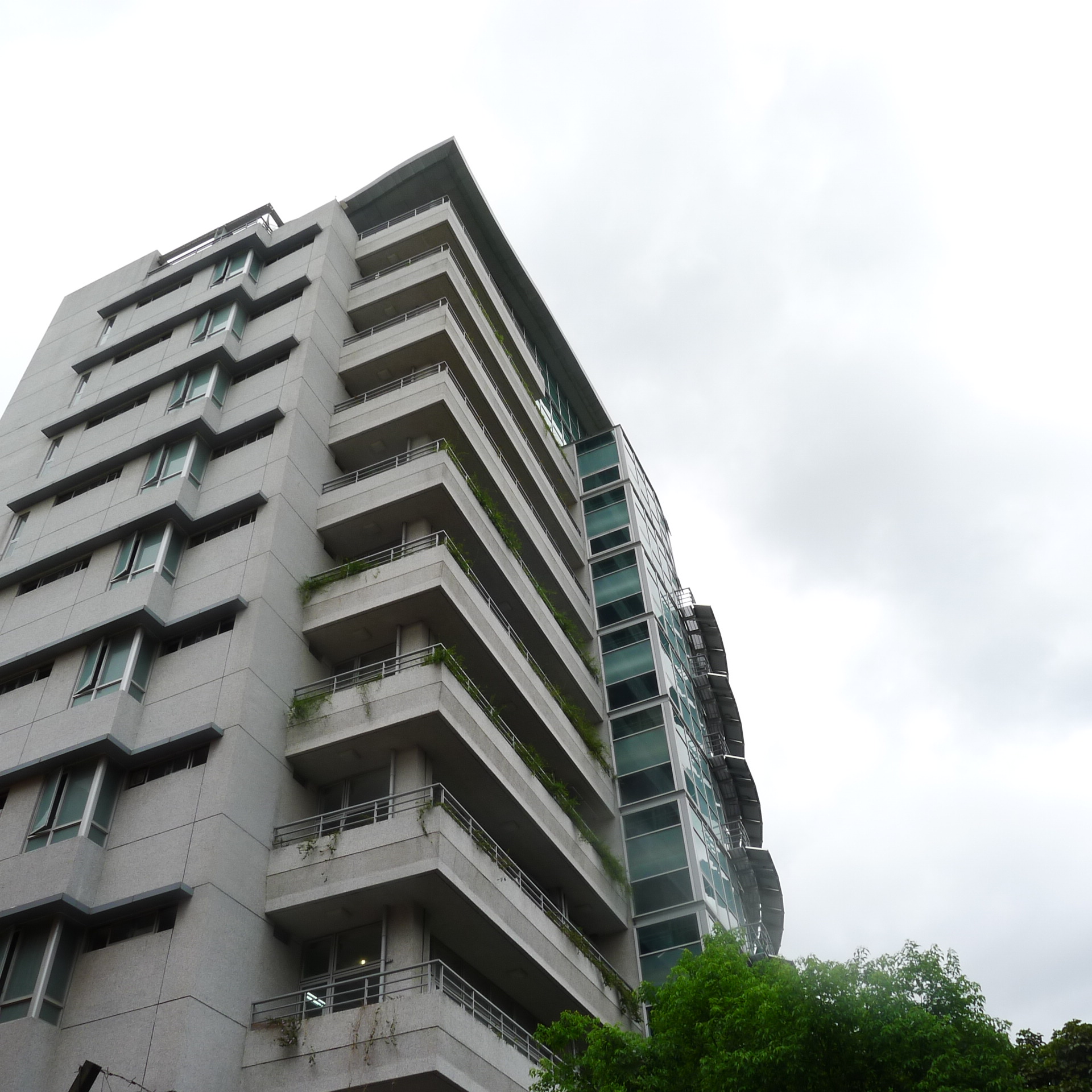
石牌分館

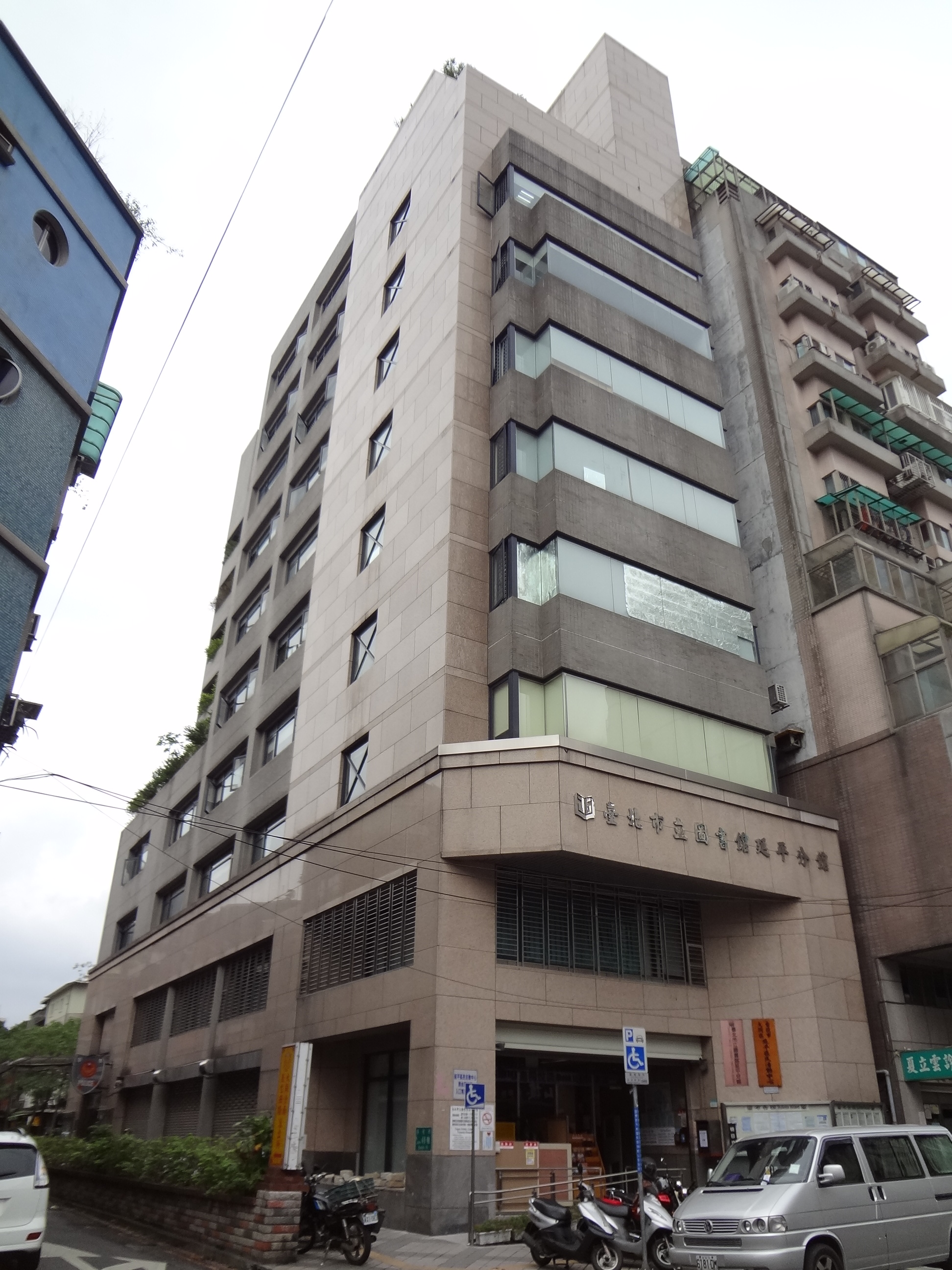
延平分館

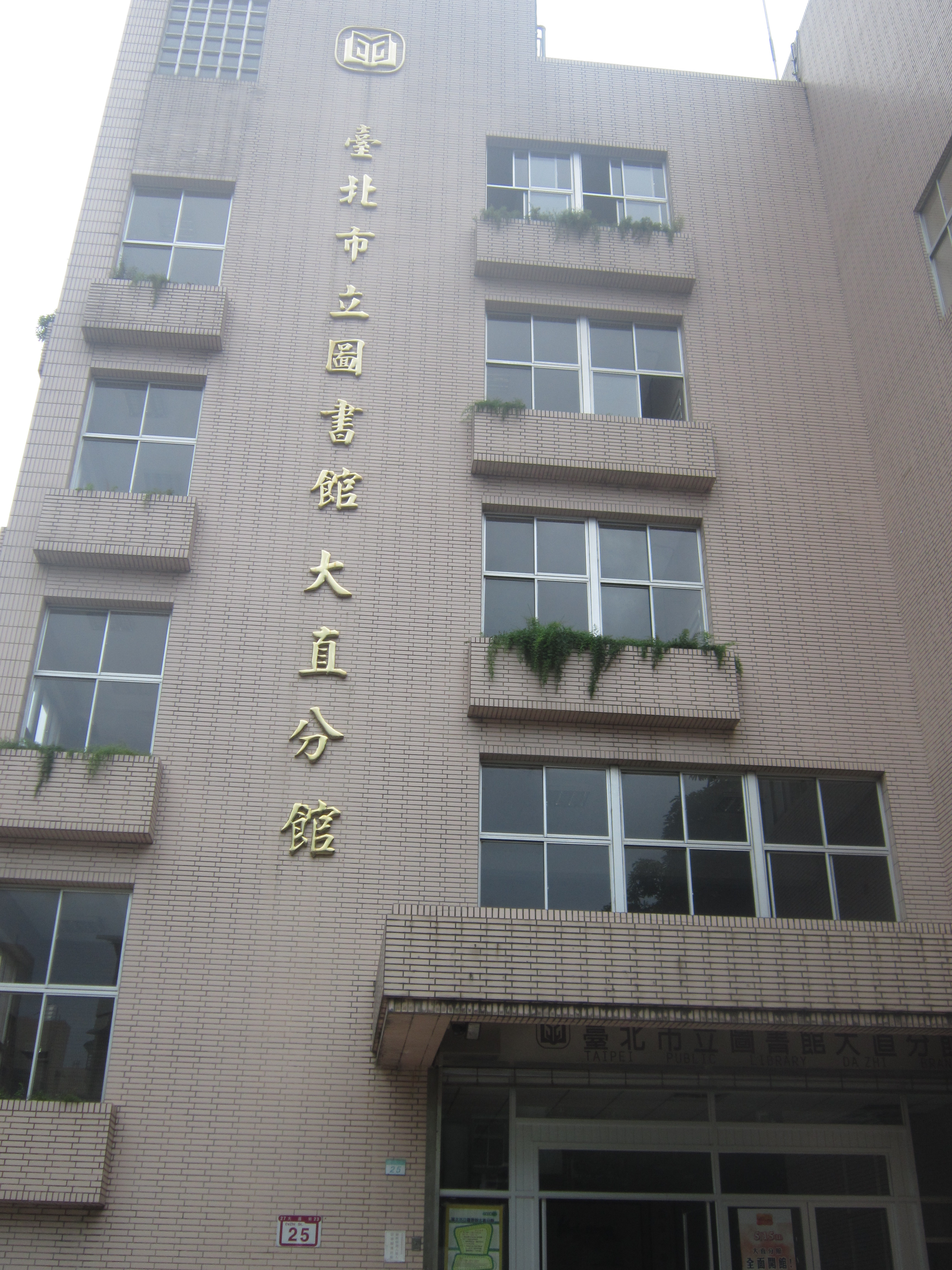
大直分館

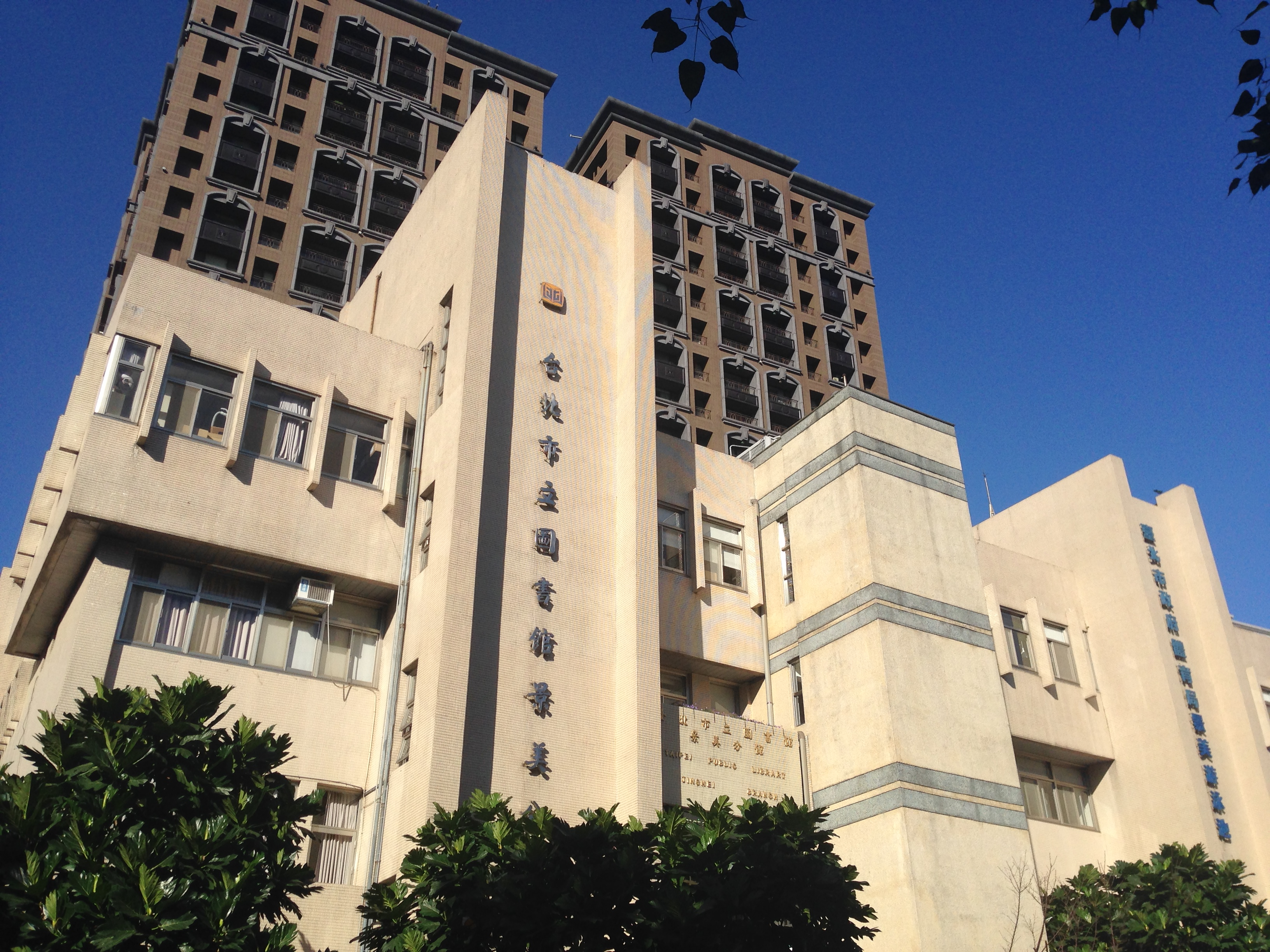
景美分館

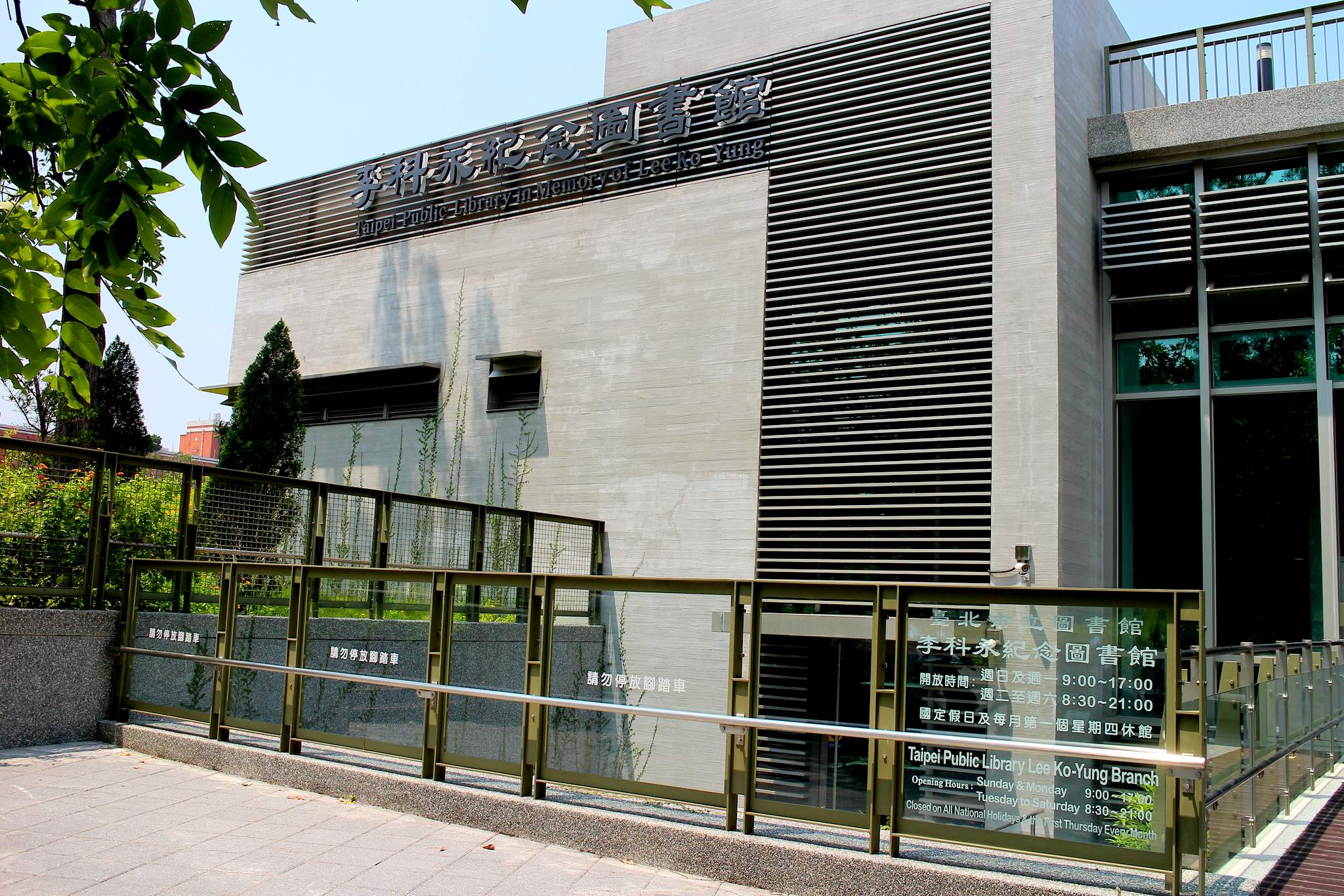
李科永紀念圖書館

北市圖從原本4間分館發展至今，現有43間分館運作中。目前各行政區規劃或設有至少2至7間的分館，除龍山分館因館舍空間不足外，各館設有不同的館藏特色區，以提供讀者多元的服務。
分館的設立，是視各地的需求，設置分館於適當地區。目前設置分館的原則是，各行政區的人口數若超過了7萬人，則設分館1間；爾後若每多8萬人，則再增設分館1間。也就是說當行政區的人口數介於7萬以上15萬以下，至少設立分館1間；介於15萬以上23萬以下，至少設立分館2間；介於23萬以上31萬以下，至少設立分館3間；介於31萬以上39萬以下，至少設立分館4間。
分館的規模，以館舍面積來說，大部份在500坪以上；以館藏來說，圖書在八萬本以上；以館員人數來說，配置4～8人；除提供圖書借閱、報章雜誌外，並經常性的辦理各種視聽活動、推廣活動。
| 行政區 | 館舍名稱                                                                                                   | 編號 | 館藏特色 （狀態） | 所在地址                   | 所在地 （所在建物）                     |
| ------ | --- | ---- | ----------------- | -------------------------- | --------------------------------------- |
| 分館   | |      |                   |                            |                                         |
| 北投區 | 北投分館 （原陽明山管理局圖書館）                                                                          | L11  | 生態保育          | 光明路251號                | 北投公園                                |
| 北投區 | 稻香分館 （2022.12.12重新開館）                                                                            | L12  | 園藝              | 稻香路81號7～9樓           | 全聯福利中心                            |
| 北投區 | 石牌分館                                                                                                   | L13  | 表演藝術          | 明德路208巷5號3～10樓      | 石牌分館大樓 （1、2樓為市立北投托兒所） |
| 北投區 | 清江分館                                                                                                   | L14  | 體育              | 公館路198號3樓             | 清江超級市場                            |
| 北投區 | 吉利分館                                                                                                   | L15  | 動物              | 立農街1段366號5～8樓       | 唭哩岸區民活動中心                      |
| 士林區 | 葫蘆堵分館 (原社子分館)                                                                                    | K11  | 生活保健          | 延平北路5段136巷1號        | 葫蘆堵區民活動中心                      |
| 士林區 | 天母分館                                                                                                   | K12  | 歐洲文化          | 中山北路7段154巷6號3～4樓  | 天母超市辦公大樓                        |
| 士林區 | 士林分館 （已於2017年9月1日閉館。 閉館期間之臨時替代館 設置於天文館2樓圖書室 並自於2017年9月12日起開放。） | K13  | 財經              | 基河路363號2樓             | 市立天文館                              |
| 士林區 | 李科永紀念圖書館                                                                                           | K14  | 園藝              | 中正路15號                 | 福林公園                                |
| 大同區 | 延平分館 （原城北圖書館）                                                                                  | F11  | 鄉土文化          | 保安街47號                 | 民生西路派出所                          |
| 大同區 | 大同分館                                                                                                   | F12  | 聽障資料          | 重慶北路3段318號           | 啟聰學校                                |
| 大同區 | 建成分館                                                                                                   | F13  | 臺灣史            | 民生西路198號4樓           | 雙連市場                                |
| 中山區 | 中山分館                                                                                                   | D11  | 企業管理          | 松江路367號8樓             | 中山區行政中心                          |
| 中山區 | 長安分館                                                                                                   | D12  | 勞工問題          | 長安西路3號4樓             | 中山市場                                |
| 中山區 | 大直分館                                                                                                   | D13  | 大眾傳播          | 大直街25號3~5樓            | 市立中山托兒所                          |
| 松山區 | 松山分館 （原松山圖書館） (114年4月1日起閉館預備拆除重建）                                                 | A11  | 攝影              | 八德路4段688號5～8樓       | 松山綜合大樓                            |
| 松山區 | 民生分館                                                                                                   | A12  | 親職教育          | 敦化北路199巷5號4～5樓     | 東社派出所/頂好超市                     |
| 松山區 | 三民分館                                                                                                   | A13  | 美術              | 民生東路5段163之1號5～6樓  | 民生社區活動中心                        |
| 松山區 | 中崙分館                                                                                                   | A14  | 漫畫              | 長安東路2段229號7～10樓    | 消防局中崙分隊                          |
| 松山區 | 啟明分館                                                                                                   | A15  | 視障資料          | 敦化北路155巷76號3樓       | 啟明學校舊址                            |
| 內湖區 | 內湖分館                                                                                                   | J11  | 社會福利          | 民權東路6段99號6樓         | 內湖區行政中心                          |
| 內湖區 | 東湖分館                                                                                                   | J12  | 建築美學          | 五分街6號                  | (圖書館專用建物)                        |
| 內湖區 | 西湖分館                                                                                                   | J13  | 音樂              | 內湖路1段594號             | (圖書館專用建物)                        |
| 內湖區 | 西中分館                                                                                                   | J14  | 客家文化          | 內湖路1段285巷66號         | 西湖國中                                |
| 萬華區 | 龍山分館 （原城西圖書館）                                                                                  | G11  |                   | 桂林路65巷6號              | (圖書館專用建物)                        |
| 萬華區 | 東園分館                                                                                                   | G12  | 天文氣象          | 東園街199號                | (圖書館專用建物)                        |
| 萬華區 | 西園分館                                                                                                   | G13  | 中國醫藥          | 興寧街6號3～6樓            | 雙園托兒所                              |
| 萬華區 | 萬華分館                                                                                                   | G14  | 臺北史蹟          | 東園街19號5～7樓           | 萬華區行政中心附屬辦公室                |
| 中正區 | 王貫英分館 （王貫英先生紀念圖書館） （原古亭圖書館）                                                       | E11  | 旅遊              | 汀州路2段265號             | (圖書館專用建物)                        |
| 中正區 | 城中分館                                                                                                   | E12  | 家政              | 濟南路2段46號3樓           | 幸安市場                                |
| 大安區 | 道藩分館 （道藩紀念圖書館）                                                                                | C11  | 中國文學          | 辛亥路3段11號3樓           | 大安區健康中心                          |
| 大安區 | 大安分館（2021年閉館重建）                                                                                 | C12  | 禮儀習俗          | 現已拆除                   |                                         |
| 信義區 | 永春分館                                                                                                   | B11  | 傳記              | 松山路294號3～4樓          | 永春市場                                |
| 信義區 | 三興分館                                                                                                   | B12  | 商品行銷          | 吳興街156巷6號4～5樓       | 三興市場                                |
| 信義區 | 六合分館                                                                                                   | B13  | 飲食文化          | 松仁路240巷19號3～5樓      | 六合市場                                |
| 信義區 | 廣慈分館                                                                                                   | B14  | 城市發展          | 福德街86號3～4樓           | 廣慈博愛園區之A棟行政中心               |
| 南港區 | 南港分館                                                                                                   | I11  | 原住民文化        | 南港路一段350號            | 南港高級工業職業學校                    |
| 南港區 | 舊莊分館                                                                                                   | I12  | 科普              | 舊莊街1段91巷11號2～5樓    | 舊莊區民活動中心                        |
| 文山區 | 景美分館                                                                                                   | H11  | 學校教育          | 羅斯福路5段176巷50號2～4樓 | 景美游泳池                              |
| 文山區 | 木柵分館                                                                                                   | H12  | 法律              | 保儀路13巷3號3～4樓        | 文山區第一行政中心                      |
| 文山區 | 永建分館（2023年10月閉館重建）                                                                             | H13  | 考試銓敘          | 現已拆除                   |                                         |
| 文山區 | 萬興分館                                                                                                   | H14  | 大陸資料          | 萬壽路27號4～5樓           | 萬興市場                                |
| 文山區 | 文山分館                                                                                                   | H15  | 茶藝              | 興隆路2段160號7～9樓       | 文山區第二行政中心                      |
| 文山區 | 力行分館                                                                                                   | H16  | 臺灣文學          | 一壽街22號5～8樓           | 一壽重殘養護、照顧中心                  |
| 文山區 | 景新分館 （設有「台北市教育資料中心」）                                                                    | H17  | 臺北市教育        | 景後街151號5～10樓         | 景新區民活動中心                        |

#### 紀念圖書館
部份館舍除了提供一般圖書館的服務外，亦做為紀念館，以紀念對於圖書、文學、教育、公益等方面有貢獻的人物。目前北市圖共有三座紀念館，分別是紀念「現代武訓」王貫英的王貫英紀念圖書館與紀念前立法院院長張道藩的道藩紀念圖書館（一般稱為道藩分館）與紀念竹南熱心公益的木材商李科永的李科永紀念圖書館。此外，總館1樓目前設有吳大猷書房，紀念前中央研究院院長吳大猷。
過去，林語堂先生紀念圖書館與錢穆先生紀念圖書館亦隸於北市圖，於台北市政府文化局成立後已由文化局管轄，現更名為林語堂故居與錢穆故居，做為紀念館使用，並分別由臺北市立大學與東吳大學管理。
| 行政區 | 館舍名稱             | 紀念人物   | 編號   | 館藏特色 | 所在地址          |
| ------ | -------------------- | ---------- | ------ | -------- | ----------------- |
| 紀念館 |                      |            |        |          |                   |
| 士林區 | 李科永紀念圖書館     | 李科永先生 | K14    | 園藝     | 中正路15號        |
| 中正區 | 王貫英先生紀念圖書館 | 王貫英先生 | E11    | 旅遊     | 汀州路二段265號   |
| 大安區 | 總館吳大猷書房       | 吳大猷先生 | 同總館 | 科普     | 建國南路二段125號 |
| 大安區 | 道藩紀念圖書館       | 張道藩先生 | C11    | 文學     | 辛亥路三段11號3樓 |

### 民眾閱覽室

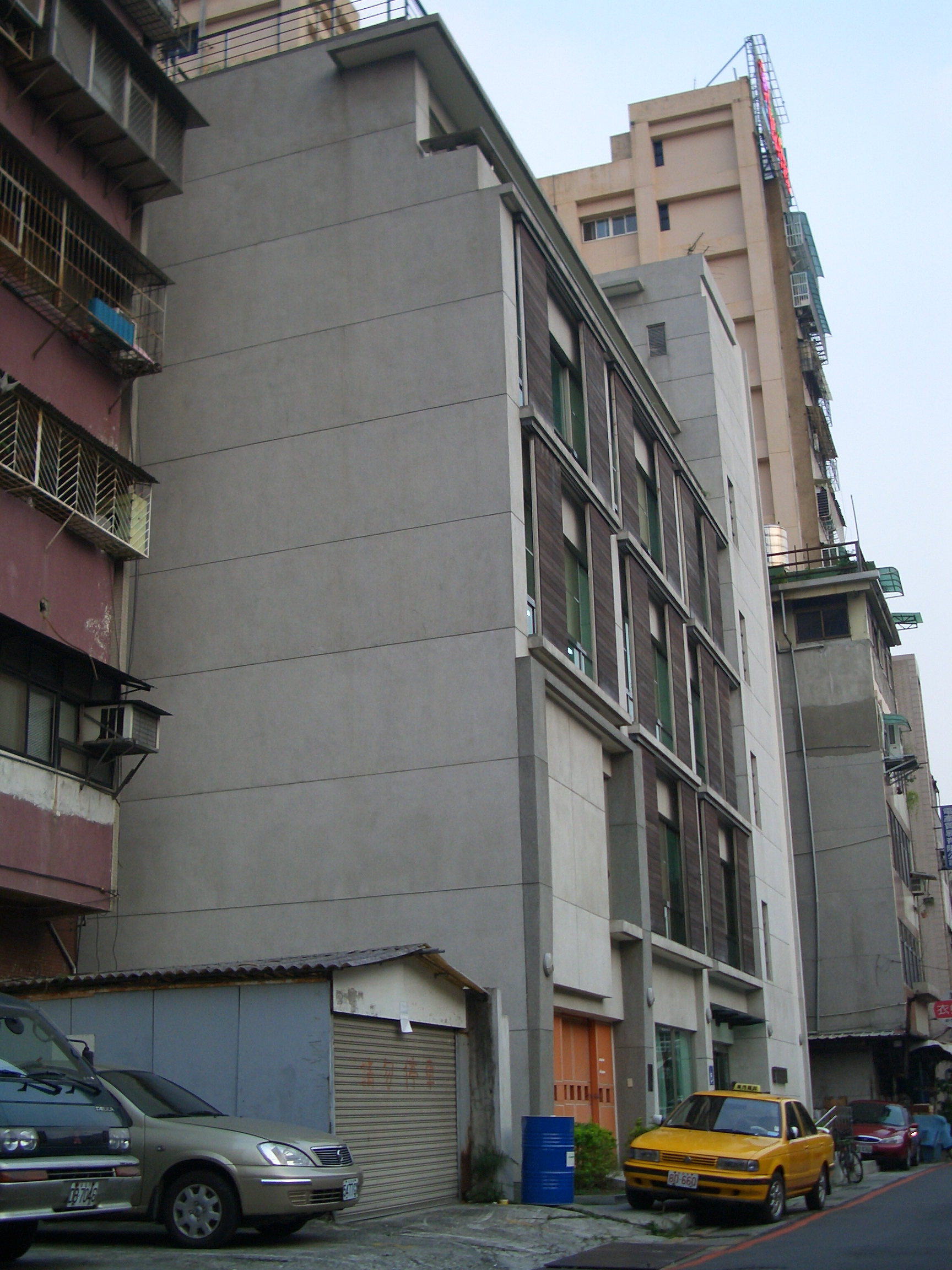
恆安民眾閱覽室建物

北市圖為求服務更多的民眾，除於適當地區設置分館外，亦設置規模更小的分館，稱為民眾閱覽室。從第一間民眾閱覽室─龍華民眾閱覽室發展至今，目前北市圖共有12間的民眾閱覽室。但也有例外，前思恩圖書閱覽室是唯一不用民眾閱覽室名稱的民眾閱覽室。
民眾閱覽室的規模，以館舍面積來說，大部份在200坪以下；以館藏來說，圖書在30000本以上；以館員人數來說，配置1至2人；以功能來說，只能提供圖書借閱、報章雜誌等功能，無法常態性的辦理各種活動。
| 行政區     | 民眾閱覽室名稱     | 編號 | 所在地址                 | 所在建物             |
| ---------- | ------------------ | ---- | ------------------------ | -------------------- |
| 民眾閱覽室 |                    |      |                          |                      |
| 北投區     | 永明民眾閱覽室     | L21  | 石牌路二段115號7~8樓     | 北投區永明綜合大樓   |
| 北投區     | 秀山民眾閱覽室     | L23  | 中和街534號5~9樓         | 秀山區民活動中心     |
| 大同區     | 蘭州民眾閱覽室     | F21  | 昌吉街57號4樓            | 大同區行政中心       |
| 中山區     | 恆安民眾閱覽室     | D21  | 民權東路一段71巷19號     | 原中山國小宿舍       |
| 萬華區     | 柳鄉民眾閱覽室     | G21  | 環河南路二段102號4樓     | 柳鄉大廈             |
| 大安區     | 延吉民眾閱覽室     | C21  | 延吉街236巷17號3~4樓     | 光信區民活動中心     |
| 大安區     | 成功民眾閱覽室     | C22  | 和平東路二段311巷29號4樓 | 台北市公教福利中心   |
| 大安區     | 龍安民眾閱覽室     | C23  | 永康街60號3樓            | 錦安市場             |
| 南港區     | 龍華民眾閱覽室     | I21  | 東新街63巷8號            | 成德國小信義樓       |
| 南港區     | 親子美育數位圖書館 | I22  | 研究院路二段61巷15號     | 冠德中研大樓         |
| 文山區     | 安康民眾閱覽室     | H22  | 興隆路四段105巷1號4樓    | 文山托兒所           |
| 文山區     | 萬芳民眾閱覽室     | H23  | 萬美街一段25號1~2樓      | 萬芳社區中心出租國宅 |

### 借還書工作站
在北市圖的館舍中，尚有一種規模小於分館與民眾閱覽室的館舍，稱為借還書工作站，館務由其它分館支援，規模遠較一般館舍小，只有報紙、雜誌與少量圖書，民眾可以透過網路預約其它館舍的書籍故稱為借還書工作站，所需的空間比一般館舍更加有彈性，在網路發達的資訊時代，雖然空間很小，卻可以提供全體北市圖藏書的借閱服務。
| 行政區       | 借還書工作站名稱     | 編號 | 所在地址              | 所在地                         | 管理單位                 | 啟用時間  |
| ------------ | -------------------- | ---- | --------------------- | ------------------------------ | ------------------------ | --------- |
| 借還書工作站 |                      |      |                       |                                |                          |           |
| 南港區       | 北原會館借還書工作站 | I31  | 向陽路49號4樓         | 北原會館                       | 南港分館管理             | 2010年7月 |
| 中正區       | 南機場借還書工作站   | E31  | 中華路2段315巷16號1樓 | 南機場區民活動中心             | 王貫英先生紀念圖書館管理 | 2012年3月 |
| 北投區       | 陽明借還書工作站     | L31  | 立農街2段155號1樓     | 國立陽明交通大學陽明校區圖書館 |                          | 2019年4月 |
| 北投區       | 關渡宮借還書工作站   | L32  | 知行路360號3樓        | 關渡宮圖書館                   | 稻香分館管理             | 2020年5月 |

### 書閣
北市圖為珍藏圖書，於六館舍內，設有書閣珍藏書籍。
其源由乃為求改善各館空間不足，書架飽和的問題，將1980年代前出版的罕用書籍，珍藏於書閣中，採用閉架式管理，若有借閱需求時，大多以預約方式借閱之。
| 行政區 | 書閣名稱   | 編號 | 所在地址                  | 所在館舍           |
| ------ | ---------- | ---- | ------------------------- | ------------------ |
| 書閣   |            |      |                           |                    |
| 北投區 | 秀山書閣   | L41  | 中和街534號5、7～9樓      | 秀山民眾閱覽室     |
| 士林區 | 葫蘆堵書閣 | K41  | 延平北路五段136巷1號3-9樓 | 葫蘆堵分館         |
| 中山區 | 大直書閣   | D41  | 大直街25號B1              | 大直分館           |
| 大安區 | 大安書閣   | C41  | 辛亥路3段223號5樓         | 大安分館           |
| 大安區 | 龍安書閣   | C42  | 永康街60號2-3樓           | 龍安民眾閱覽室     |
| 南港區 | 龍華書閣   | I41  | 同德路100號2樓之1         | 龍華民眾閱覽室舊址 |

### 智慧圖書館

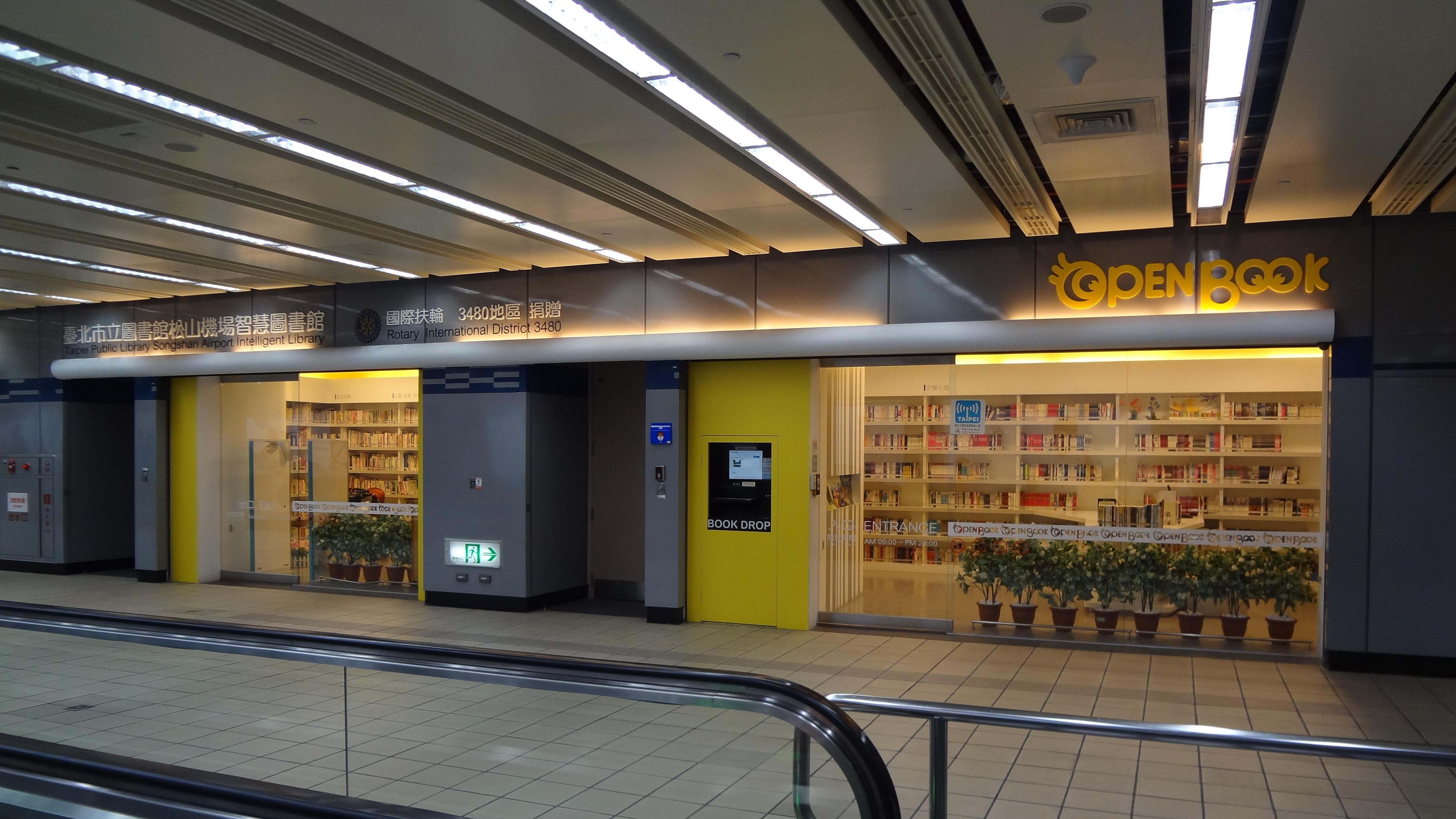
松山機場智慧圖書館

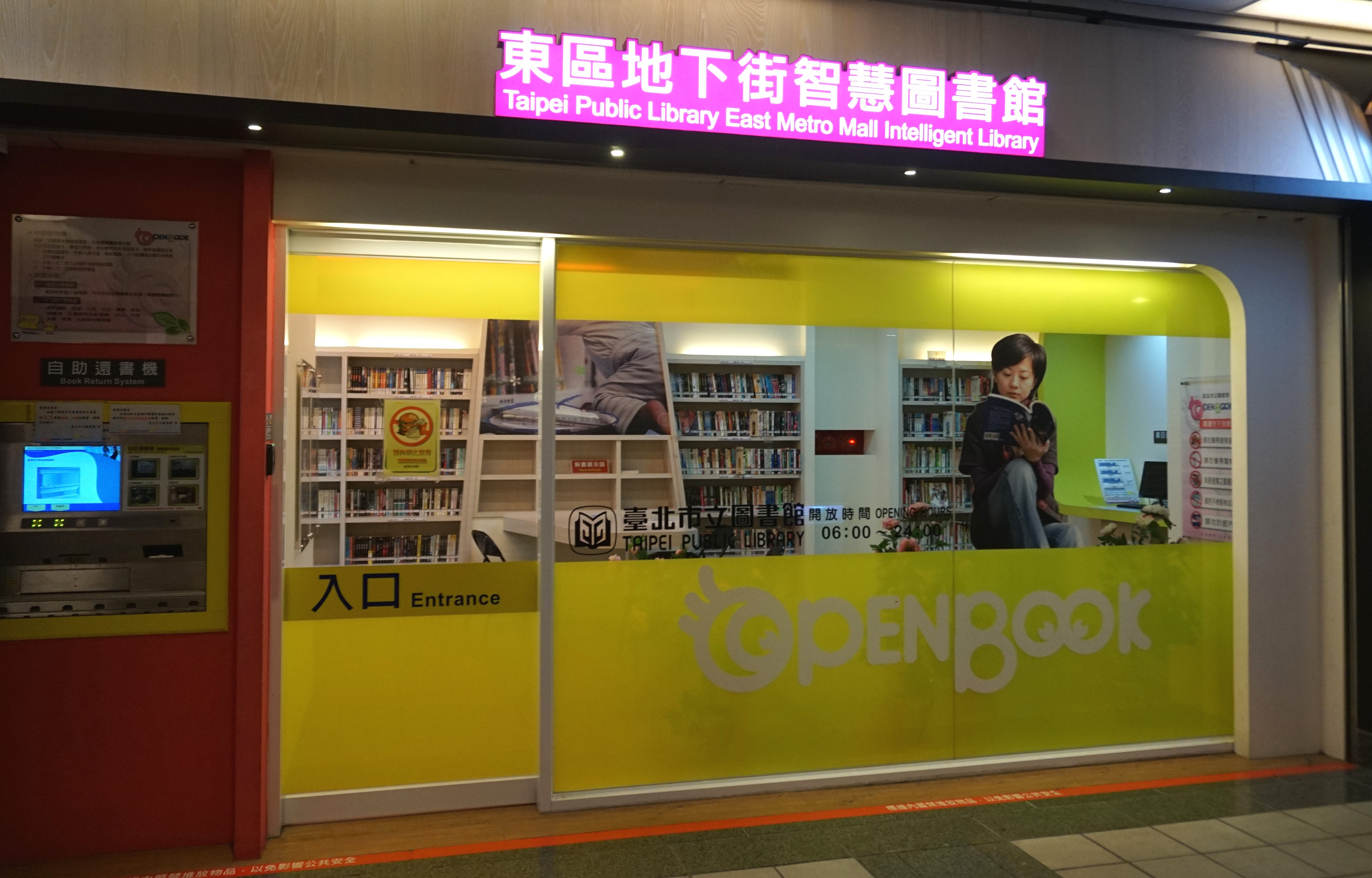
東區地下街智慧圖書館

北市圖設有智慧圖書館8座，親子美育數位圖書館兩年後加入北市圖，館內不派駐館員，僅定期由館員前往整理，故又稱為無人圖書館。無人圖書館得以節省成本、人力，提供民眾更多元的服務的優點。但同時，一般圖書館所擁有的自習空間、申請借閱證等功能，智慧圖書館是無法提供的。進入智慧圖書館須先申請RFID借閱證或悠遊卡借閱證，RFID借閱證目前可於總館、西湖、王貫英先生紀念圖書館、葫蘆堵、民生、三民、文山、萬華、南港、李科永及龍華等分館申請，悠遊卡借閱證（僅限申辦個人借閱證）可於本館除智慧圖書館之外的各閱覽單位申辦。此外，總館亦設有智慧圖書館設備，供自助借還書時使用。
| 行政區     | 館舍名稱               | 編號 | 館藏特色                                                                                          | 地址               | 所在地                                            | 開放時間                                                                                                | 管理單位     |
| ---------- | ---------------------- | ---- | ------------------------------------------------------------------------------------------------- | ------------------ | ------------------------------------------------- | --- | ------------ |
| 智慧圖書館 |                        |      |                                                                                                   |                    |                                                   | |              |
| 士林區     | 百齡智慧圖書館         | KOB  | 文學/休閒娛樂                                                                                     | 福港街205號        | 百齡國小內                                        | 週一至週五：下午4時30分至9時 週六、日及寒暑假：每日上午9時至晚間9時 配合學校課餘時間 （國定假日不開放） | 葫蘆堵分館   |
| 士林區     | 社子島智慧圖書館       | KOB2 |                                                                                                   | 延平北路9段80號2樓 | 中洲區民活動中心2樓                               | 每日上午9時至晚間9時 （國定假日不開放）                                                                 | 葫蘆堵分館   |
| 松山區     | 松山機場智慧圖書館     | AOB  | 旅遊（大陸、日本）                                                                                | 敦化北路338號B1    | 台北捷運松山機場站                                | 同捷運營業時間 每日上午6時至晚間12時                                                                    | 民生分館     |
| 萬華區     | 太陽圖書館暨節能展示館 | GOB  | 生活性主題/節能                                                                                   | 青年路65號         | 青年公園內                                        | 每日上午8時30分至晚間9時                                                                                | 王貫英圖書館 |
| 中正區     | 西門智慧圖書館         | EOB  | 青少年閱讀 (於114年4月1日起閉館)                                                                  | 中華路一段51之1號  | 捷運西門地下街 （近捷運西門站出口5、地下街出口2） | 同捷運營業時間 每日上午6時至晚間12時                                                                    | 總館         |
| 中正區     | 古亭智慧圖書館         | EOB2 | 一般大眾閱覽                                                                                      | 寧波西街286號      | 古亭國中進學樓1樓                                 | 每日上午9時至晚間9時 （國定假日不開放）                                                                 | 萬華分館     |
| 大安區     | 東區地下街智慧圖書館   | COB  |                                                                                                   | 大安路一段77號     | 東區地下街3號店鋪                                 | 同捷運營業時間 每日上午6時至晚間12時                                                                    | 總館         |
| 信義區     | 福德智慧圖書館         | BOB  | 一般大眾閱覽(配合廣慈分館將於111年12月5日開館，福德智圖自9月1日起調整服務內容，12月5日起全面閉館) | 福德街15號2樓      | 松山家商旁                                        | 每日上午9時至晚間9時 （國定假日不開放）                                                                 | 永春分館     |

### 借書站
北市圖設有借書站9座，由自動化設備管理整理，故又稱為FastBook全自動借書站。借書站得以節省空間、人力，全天候服務，提供民眾更多元的服務的優點。但同時，一般圖書館所擁有的閱覽空間與其他文化活動等功能，就不是借書站能服務的範疇。使用借書站須先申請借閱證，需於各閱覽單位申辦。此外，總館亦設有借書站設備，供讀者選擇使用。
借書站有3排書架，每排為134本書，最多可陳列402本書供民眾選擇。讀者選書時，是透過玻璃瀏覽架上書籍，記下4碼的書本架號，機器借書證掃描後，於螢幕點選操作即可借書完成。還書時依據設備指示，將書本放於還書口，即可歸還。借書站可歸還所有館舍的書籍，但不能歸還附件跟視聽資料。
| 行政區                       | 借書站名稱                             | 編號         | 所在地址                  | 所在地                             | 管理單位 |
| ---------------------------- | -------------------------------------- | ------------ | ------------------------- | ---------------------------------- | -------- |
| 信義區                       | 臺北市政府FastBook全自動借書站         | BFB          | 信義區市府路1號           | 臺北市市政大樓中央北區集中支付科前 | 六合分館 |
| 松山區/信義區 (車站位於區界) | 松山車站FastBook全自動借書站           | AFB          | 信義區松山路11號          | 松山車站地下1樓臺鐵售票口旁        | 松山分館 |
| 松山區                       | 台北小巨蛋FastBook全自動借書站         | AFB2         | 松山區南京東路4段10-1號B1 | 往捷運台北小巨蛋站1號出口          | 中崙分館 |
| 內湖區                       | 內湖三軍總醫院FastBook全自動借書站     | JFB          | 內湖區成功路2段325號2樓   | 內湖三軍總醫院西迴大廳2樓          | 內湖分館 |
| 中正區                       | 臺北市青少年發展處FastBook全自動借書站 | EFB2         | 中正區仁愛路一段17號1樓   | 臺北市青少年發展處1樓門口          | 總館     |
| 大安區                       | 總館FastBook全自動借書站               | ABS（原CFB） | 大安區建國南路2段125號    | 總館1樓門口處                      | 總館     |
| 大安區                       | 信義安和FastBook全自動借書站           | CFB          | 大安區信義路4段212-1號B1  | 捷運信義安和站1號出口              | 總館     |
| 南港區                       | 南港車站FastBook全自動借書站           | IFB          | 南港區南港路1段313號B2    | 南港車站地下2樓環球伴手禮區旁      | 南港分館 |
| 中山區                       | 行天宮站FastBook全自動借書站           | DFB          | 中山區松江路316號B1       | 捷運行天宮站2號出口                | 中山分館 |

### 代辦民眾閱覽室
為配合國家文化建設，委託臺北市部分行政區里辦公處代辦民眾閱覽室，以提供當地民眾閱讀之需。
| 行政區 | 館舍名稱           | 地址                              | 電話                           |
| ------ | ------------------ | --------------------------------- | ------------------------------ |
| 士林區 | 慈恩代辦民眾閱覽室 | 翠山里中社路1段36巷2-1號            | 28412197                       |
| 南港區 | 九如代辦民眾閱覽室 | 11581九如里研究院路三段68巷9號2樓 | 27831343#864(南港區公所民政課) |

## 各館舍空間
市圖各舍依其規模而有不同的空間，提供不同的服務，一般來說自修室、閱覽室、期刊室、兒童室、資訊區是屬於較基本的部份。部份館舍另有活動室、視聽室、紀念室等空間。

### 兒童閱覽室
北市圖重視兒童圖書的重要，於館舍（含總館、各分館、各民眾閱覽室）內多設有兒童閱覽室。兒童閱覽室內主要提供有適合兒童閱讀的書籍、並配置高度適當的桌椅、書架，便利兒童使用。
此外北市圖重視到兒童外文圖書的需求，除於各館舍內兒童閱覽室陳列外文書籍外，利用各館舍兒童圖書室設立外文兒童圖書區,以服務台北市民眾，並可供鄰近外縣市民眾利用。此外在總館中文兒童閱覽室與外文兒童閱覽室各自有獨立的樓層。
借閱與閱覽上與一般閱覽室相同，唯開放時段考量兒童安全，會進行調整。

## 服務

### 身分
北市圖服務讀者無身分限制，但不適合進入圖書館者（酒醉、服儀不整者等）不得進入。

### 借閱證
北市圖辦理借還書與使用資訊檢索設備時，須出示“借閱證”。借閱證主要分為兩種，“個人借閱證”與“家庭圖書證”；此外，亦可辦理使用RFID技術的借閱證。個人借閱證無資格限制，攜帶適當的個人證件，即可辦理；家庭圖書證僅限設籍台北市的市民所使用，攜帶戶口名簿，即可辦理，同時借閱證每6年需更新使用期限。
2007年8月1日起，悠遊卡將可結合借閱證，民眾只要將自己的悠遊卡，和原本借書證拿到北市立圖書館登錄，之後借書就使用悠遊卡即可，不用再使用借書證。除了減少民眾每天帶一堆卡片之外，到台北市的無人智慧圖書館，也可以使用悠遊卡，不需要換卡使用。
2011年11月1日起，北市圖提供「行動借閱證」服務。讀者可開啟北市圖APP「iRead 臺北市立圖書館」後選擇「行動借閱證」，並登入帳號密碼即可以手機上顯示條碼作為借書證辦理借閱。

### 手機借書
自113年3月1日起，北市圖除親子美育數位圖書館及社子島智慧圖書館外，民眾只要利用北市圖APP「iRead 臺北市立圖書館」中的手機借書功能，透過簡易操作步驟，即可讓手機變成借書機，立即可自助辦理資料借出。

### 網路
北市圖各分館多提供有館藏資料查詢與網路瀏覽服務，各分館、民眾閱覽室及智慧圖書館亦有提供 Wifly 付費網路及 Taipei Free臺北公眾區免費無線上網 免費申請即可使用的市民網路。

### 時間
- 部份館舍服務時間（如智慧圖書館、借書站）依設置地點決定。
- 啟明分館、柳鄉民眾閱覽室、親子美育數位圖書館：每日9時起至17時止。
- 總館、其它分館、其他民眾閱覽室：星期日至星期一為9時起至17時止；星期二至星期六為8時30分起至21時止。
- 總館兒童室：星期日至星期一為9時起至17時止；星期二至星期六為9時起至18時止。
- 借書、還書、申請借閱證業務於閉館前半小時，停止服務。
- 休館：政府公告假日。
- 圖書整理日：每月第1個星期四，不對外開放。

## 代碼
北市圖各分館、民閱、書閣、智慧圖均有獨立的代號，代號均為3碼。分別代表：區號、館別與各區的館舍代號。
- 第一碼：為區碼，使用A到L，代表台北市的12個區。
- 第二碼（第三碼）：為館別，使用0、1、2、3、4、OB、FB、IN、AC，總館為0、分館由1開始、民眾閱覽室由2開始、借還書工作站由3開始、書閣由4開始、智慧圖（OpenBook）為OB、借書站（FastBook）為FB、視聽內閣為IN、美國資料中心為AC。
- 第三碼/第四碼：為館舍代號，視館舍的增加而遞增編號。
  - 例如：中正區第一間分館為王貫英紀念館代號E11，第二間分館城中分館則為E12；未來若是中正區有第三間分館時，則代號應該是E13。
  - 例外：ABS為總館借書站、MIC為多元文化中心、NRRC為公共圖書館北區資源中心的代號。

## 外部連結
- 臺北市立圖書館 （页面存档备份，存于）（中文）（英文）（日語）